# Rakam
Rakam (nep. राकम) – gaun wikas samiti w zachodniej części Nepalu w strefie Bheri w dystrykcie Surkhet. Według nepalskiego spisu powszechnego z 2001 roku liczył on 619 gospodarstw domowych i 3526 mieszkańców (1783 kobiet i 1743 mężczyzn).